# Le Chant des déportés

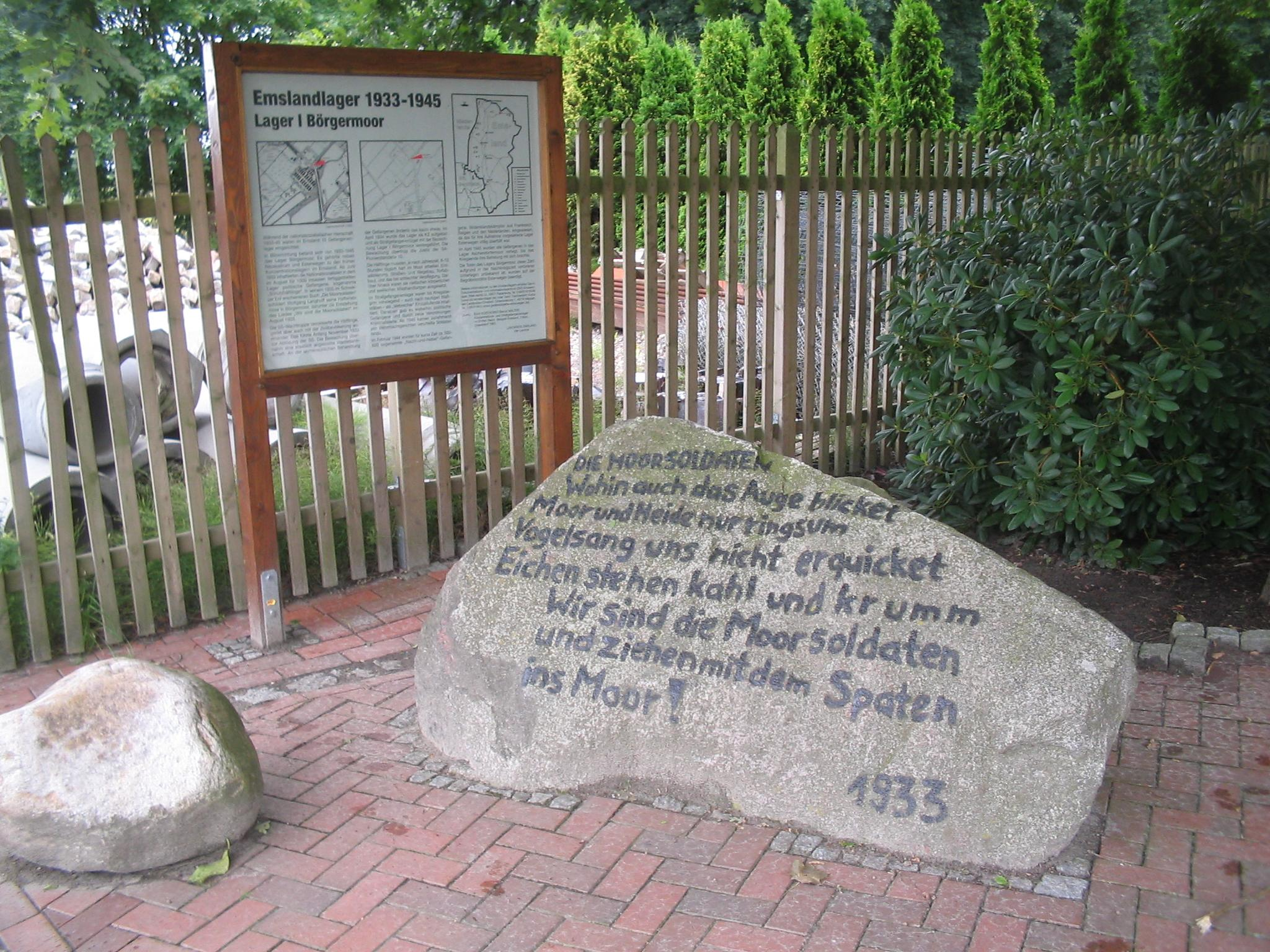
Mémorial à l'entrée du site du camp de concentration de Börgermoor, à Surwold, près de Papenburg, Emsland (Allemagne). La pierre présente les paroles du 1er couplet et du refrain.

Le Chant des déportés ou Chant des marais est l'adaptation en français du chant allemand Wir sind die Moorsoldaten (« Nous sommes les soldats du marais ») écrit et composé en 1933 par des prisonniers communistes du camp de concentration de Börgermoor.
Ce chant de déportés allemands a intégré le répertoire militaire français ainsi que le répertoire scout, sous le nom de Chant des marais.

## Histoire

### Origines à Börgermoor
Les paroles de cette chanson ont été écrites par le mineur Johann Esser et l'acteur et metteur en scène Wolfgang Langhoff, la musique a été composée par Rudolf « Rudi » Goguel, un employé de commerce. Tous trois étaient détenus au camp de concentration de Börgermoor, ouvert en 1933 et administré par la SA, et tous trois étaient membres du Parti communiste d'Allemagne. Les cadres SA, (puis SS), des camps exigeaient fréquemment des prisonniers qu'ils chantent pour se rendre au travail. Dans les principaux camps, des orchestres de détenus jouaient le matin et le soir avant le départ et après le retour des Kommandos (équipes de travail), pour favoriser la synchronisation des pas et le comptage des détenus.
Ce chant n'est pas né de la tradition concentrationnaire de faire chanter les détenus, mais plutôt de celle qui les autorisait, dans les premiers camps, à organiser des activités culturelles sur le « temps libre » du dimanche, lorsqu'il leur restait encore des forces. C'est ainsi que Wolfgang Langhoff a sollicité et obtenu l'autorisation de monter un spectacle de cirque, qu'il nomme le Zirkus Konzentrazani, en août 1933 à la suite d'un déchaînement de violence des SS, qui avait fortement éprouvé les détenus. Ce chant, destiné à être interprété en clôture du spectacle en présence des gardiens et des SS, procédait de la volonté des détenus de rendre compte de leurs conditions (strophe 1 et 2 l'isolement, et refrain qui évoque le travail d'assèchement des marais et d'extraction de la tourbe), des violences subies (les cris, les coups, les larmes de la troisième strophe), mais aussi de leur espoir d'être libérés (dernière strophe et dernier refrain). Écrite pour quatre voix d’hommes, la chanson ne se veut pas un chant de lutte comme ceux des chœurs ouvriers communistes de l'époque, mais comme une complainte. La répétition des trois premières notes traduit l’ambiance morne qui règne à Börgermoor : « Où que le regard se porte, rien que la lande et des marais ». Le rythme est celui d’une marche, mais l'emploi du mode mineur pour les couplets permet d'exprimer la lassitude des détenus. Par contraste, le refrain utilise le mode majeur pour proclamer la cohésion : « Nous sommes les soldats du marais ». Le morceau s'inspire du répertoire des chants de travailleurs communistes à l'époque de la république de Weimar, eux-mêmes imprégnés des couleurs mélodiques russes.
Chanté pour la première fois devant un millier de prisonniers, il connaît immédiatement un succès parmi les détenus mais aussi parmi les gardes et devient l'hymne du camp, ouvrant la voie à la composition de nombreux hymnes, les Lagerlieder, au sein du système concentrationnaire,. Le chant devient interdit dans le camp de concentration deux jours plus tard, ce qui n'empêchera pas sa diffusion internationale.
Les détenus du camp de Börgermoor étaient pour la plupart des prisonniers politiques du régime nazi, détenus à la suite des lois spéciales promulguées le lendemain de l'incendie du Reichstag. Le titre de la chanson évoque les travaux forcés dans les marécages du camp : assèchement des marais et extraction de la tourbe à l'aide d'outils rudimentaires, tels que des bêches.

### Diffusion
Quelques-uns des déportés de Börgermoor, libérés à l'issue de leur condamnation, choisirent de s'exiler. Langhoff, libéré en 1934, émigre en Suisse. C'est à Zurich qu'est publié en 1935 son témoignage intitulé Die Moorsoldaten. 13 Monate Konzentrationslager. Unpolitischer Tatsachenbericht. L’ouvrage connaît un succès immédiat et est traduit dans plusieurs langues, dont le français dès 1935. En France, il est chanté par la Chorale Populaire de Paris dès 1936.
D'autres prisonniers fuient en URSS, en Tchécoslovaquie, ou encore en Angleterre. C'est là qu'en 1936, le compositeur Hanns Eisler, collaborateur musical de Bertolt Brecht, l'entend pour la première fois. Il en fait une adaptation pour le chanteur Ernst Busch, avec accompagnement de piano. Busch rejoint en 1937 les Brigades internationales en Espagne et effectue plusieurs enregistrements de cette version, de sorte que le Börgermoorlied, chanté par les volontaires allemands des Brigades, acquiert rapidement une grande notoriété.
Parallèlement, le chant se répand en Allemagne, d'un camp de concentration à l'autre, dans diverses langues, puis en Pologne occupée, et finit même par atteindre certains déportés du camp d'Auschwitz Birkenau,.
Les enfants juifs de la Métropole et de la France d'Outre-mer des deux protectorats français de Tunisie et du Maroc, et des trois départements de l'Algérie française, ont chanté cette chanson en hommage aux déportés juifs d'Auschwitz[réf. souhaitée].
De ce chant, il a été créé des versions dans diverses langues, notamment en espagnol Los Soldados del Pantano, en anglais Peat Bog Soldiers, en italien Il Canto dei deportati, et en français, avec divers degrés d'adaptation. Les interprètes les plus connus incluent Paul Robeson, Perry Friedman, Pi de la Serra, Leny Escudero, Serge Utgé-Royo, Hannes Wader ou le groupe corse Cinqui Sò.
Après la guerre, le Chant des Marais devient l'hymne commémoratif des déportés. Ses paroles et sa mélodie subissent des modifications, évoluant de chant militant à un hommage à la mémoire des souffrances endurées. Il est adjoint au répertoire des mouvements de jeunesse et celui de la majorité des divisions militaires françaises.

### Au camp de Tambov
Le chant fut également chanté par certains incorporés de forces alsaciens et mosellans, alors prisonniers des Soviétiques dans le camp de Tambov[source insuffisante]. Par conséquent, il est parfois connu de certaines familles d'origine alsacienne ou mosellane comme le chant des malgré-nous, à ne pas confondre avec la Marche des malgré-nous, chant officiel de l'Association des Évadés et Incorporés de Force.

## Le 27 août 1933 (souvenirs de Rudolf Goguel)
Le chant Wir sind die Moorsoldaten a été chanté le 27 août 1933 en clôture du Zirkus Konzentrazani (Cirque des concentrationnaires). Les chanteurs étaient issus pour la plupart de l'association ouvrière de chant de Solingen.
Dans ses Mémoires, Rudolf Goguel raconte :
« Les seize chanteurs, pour la plupart membres de l'association ouvrière de chant de Solingen, défilaient bêche à l'épaule dans leurs uniformes de police verts (nos vêtements de prisonnier de cette époque-là). Je menais la marche, en survêtement bleu, avec un manche de bêche brisé en guise de baguette de chef d'orchestre. Nous chantions, et déjà à la deuxième strophe, presque tous les mille prisonniers commençaient à entonner en chœur le refrain. De strophe en strophe, le refrain revenait de plus belle et, à la dernière, les SS, qui étaient apparus avec leurs commandants, chantaient aussi, en accord avec nous, apparemment parce qu'ils se sentaient interpellés eux aussi comme « soldats de marécage ».

« Aux mots « Alors n'envoyez plus les soldats du marécage bêcher dans les marécages », les seize chanteurs plantèrent leur bêche dans le sable et quittèrent l'arène, laissant les bêches derrière eux. Celles-ci donnaient alors l'impression de croix tombales,. »

## Paroles
La version française du Börgermoorlied, intitulée Chant des marais, a vu le jour dans un camp, probablement un camp d'internement français ou le camp des femmes de Ravensbrück. Il existe plusieurs traductions de ce chant, qui sont très semblables les unes aux autres. En voici quatre :
I

Loin vers l'infini s'étendent

De grands prés marécageux

Et là-bas nul oiseau ne chante

Sur les arbres secs et creux

Refrain

Ô terre de détresse

Où nous devons sans cesse

Piocher, piocher.

II

Dans ce camp morne et sauvage

Entouré de murs de fer

Il nous semble vivre en cage

Au milieu d'un grand désert.

III

Bruit des pas et bruit des armes

Sentinelles jours et nuits

Et du sang, et des cris, des larmes

La mort pour celui qui fuit.

IV

Mais un jour dans notre vie

Le printemps refleurira.

Liberté, liberté chérie

Je dirai : « Tu es à moi. »

Dernier refrain

Ô terre enfin libre

Où nous pourrons revivre,

Aimer, aimer.
I

Loin vers l’infini s’étendent

Des grands prés marécageux.

Pas un seul oiseau ne chante

Sur les arbres secs et creux.

Refrain

Ô terre de détresse

Où nous devons sans cesse

Piocher, piocher

II

Dans le camp morne et sauvage

Entouré de murs de fer

Il nous semble vivre en cage

Au milieu d'un grand désert

III

Bruit des chaînes et bruit des armes,

Sentinelles jour et nuit,

Et du sang, des cris, des larmes,

La mort pour celui qui fuit.

IV

Mais un jour dans notre vie,

Le printemps refleurira

Libre enfin, ô ma patrie,

Je dirai tu es à moi.

Dernier refrain

Ô terre d’allégresse
Où nous pourrons sans cesse
Aimer, aimer
I

Loin vers l’infini s’étendent

Les grands prés marécageux.

Pas un seul oiseau ne chante

Sur les arbres secs et creux.

Refrain

Ô terre de détresse
Où nous devons sans cesse
Piocher, piocher

II

Dans ce camp morne et sauvage

Entouré de murs de fer

Il nous semble vivre en cage

Au milieu d'un grand désert

III

Bruit des pas et bruit des armes,

Sentinelles jour et nuit,

Et du sang, des cris, des larmes,

La mort pour celui qui fuit.

IV

Mais un jour dans notre vie,

Le printemps refleurira

Libre alors, ô ma patrie,

Je dirai tu es à moi.

Dernier refrain

Ô terre d’allégresse
Où nous pourrons sans cesse
Aimer, aimer
I

Loin dans l'infini s'étendent

Les grands prés marécageux,

Pas un seul oiseau ne chante

Dans les arbres secs et creux.

Refrain

Ô terre de détresse 
Où nous devons sans cesse
Piocher, piocher.

II

Dans ce camp morne et sauvage

Entouré de fils de fer,

Il nous semble vivre en cage

Au milieu d'un grand désert.

III

Bruits des pas et bruits des armes

Sentinelles jour et nuit

Et du sang, des cris, des larmes,

La mort pour celui qui fuit.

IV

Mais un jour dans notre vie,

Le printemps refleurira,

Liberté, liberté chérie

Je dirai :« Tu es à moi ! »

Dernier refrain

Ô terre d'allégresse 
Où nous pourrons sans cesse,
 Aimer, aimer.

## Réutilisation de la musique solennelle
- L'hymne des femmes réutilise l'air de ce chant avec d'autres paroles.
- La Jeunesse ouvrière chrétienne utilise aussi cette musique pour leur Hymne de la JOC qui est surtout chanté lors des funérailles d'un des leurs[réf. nécessaire].
- Le groupe allemand Die Toten Hosen a repris et modernisé ce chant avec la musique Die Moorsoldaten sur l'album : Ballast der Republik
- Durant la Célébration des 80 ans de DDAY par le Théâtre national de l'Opéra-Comique.